# Ковче
Ковче (на македонска литературна норма: Ковче) е село в Северна Македония, в община Брод (Македонски Брод).

## География
Селото се намира в областта Поречие в източното подножие на планината Добра вода на Мала река.

## История
В XIX век Ковче е село в Поречка нахия на Кичевска каза на Османската империя. В „Етнография на вилаетите Адрианопол, Монастир и Салоника“, издадена в Константинопол в 1878 година и отразяваща статистиката на населението от 1873 година Ковче (Kovtché) е посочено като село с 6 домакинства с 28 жители българи.
Според статистиката на Васил Кънчов („Македония. Етнография и статистика“) от 1900 година Ковче е населявано от 24 жители българи християни.
На Етнографската карта на Битолския вилает на Картографския институт в София от 1901 година Ковче е чисто българско село в Кичевската каза на Битолския санджак с 2 къщи.
Цялото село в началото на XX век е сърбоманско. Според митрополит Поликарп Дебърски и Велешки в 1904 година в Ковче има 4 сръбски къщи. По данни на секретаря на Българската екзархия Димитър Мишев („La Macédoine et sa Population Chrétienne“) в 1905 година в Ковче има 24 българи патриаршисти сърбомани.
След Междусъюзническата война в 1913 година селото попада в Сърбия.
На етническата си карта на Северозападна Македония в 1929 година Афанасий Селишчев отбелязва Ковче като българско село.
Църквата „Свети Безсребреници Козма и Дамян“ („Свети Илия“) е от 1973 година.
Според преброяването от 2002 година селото има 8 жители македонци.